# Douglas Stuart
Douglas Stuart (* 31. května 1976) je skotsko-americký spisovatel a módní návrhář. Narodil se v Glasgow ve Skotsku, studoval na Scottish College of Textiles a londýnské Royal College of Art. Ve svých 24 letech se přestěhoval do New Yorku, kde si vybudoval úspěšnou kariéru módního návrháře a také začal s psaním. Jeho debutový román Shuggie Bain, který nejprve odmítlo mnoho vydavatelů na obou stranách Atlantiku, získal v roce 2020 Bookerovu cenu. Jeho druhý román Mladej Mungo byl vydán v dubnu 2022.

## Biografie
Stuart se narodil v roce 1976 na glasgowském sídlišti Sighthill. Byl nejmladším ze tří sourozenců. Jeho otec rodinu opustil, když byl Stuart malý, vychovávala ho svobodná matka, která se potýkala se závislostí na alkoholu. Na zdravotní problémy související s alkoholismem zemřela, když bylo Stuartovi 16 let. Poté žil se svým starším bratrem, než se v 17 letech přestěhoval na ubytovnu. O své matce Stuart říká: „Jednoho dne velmi tiše zemřela na závislost.“

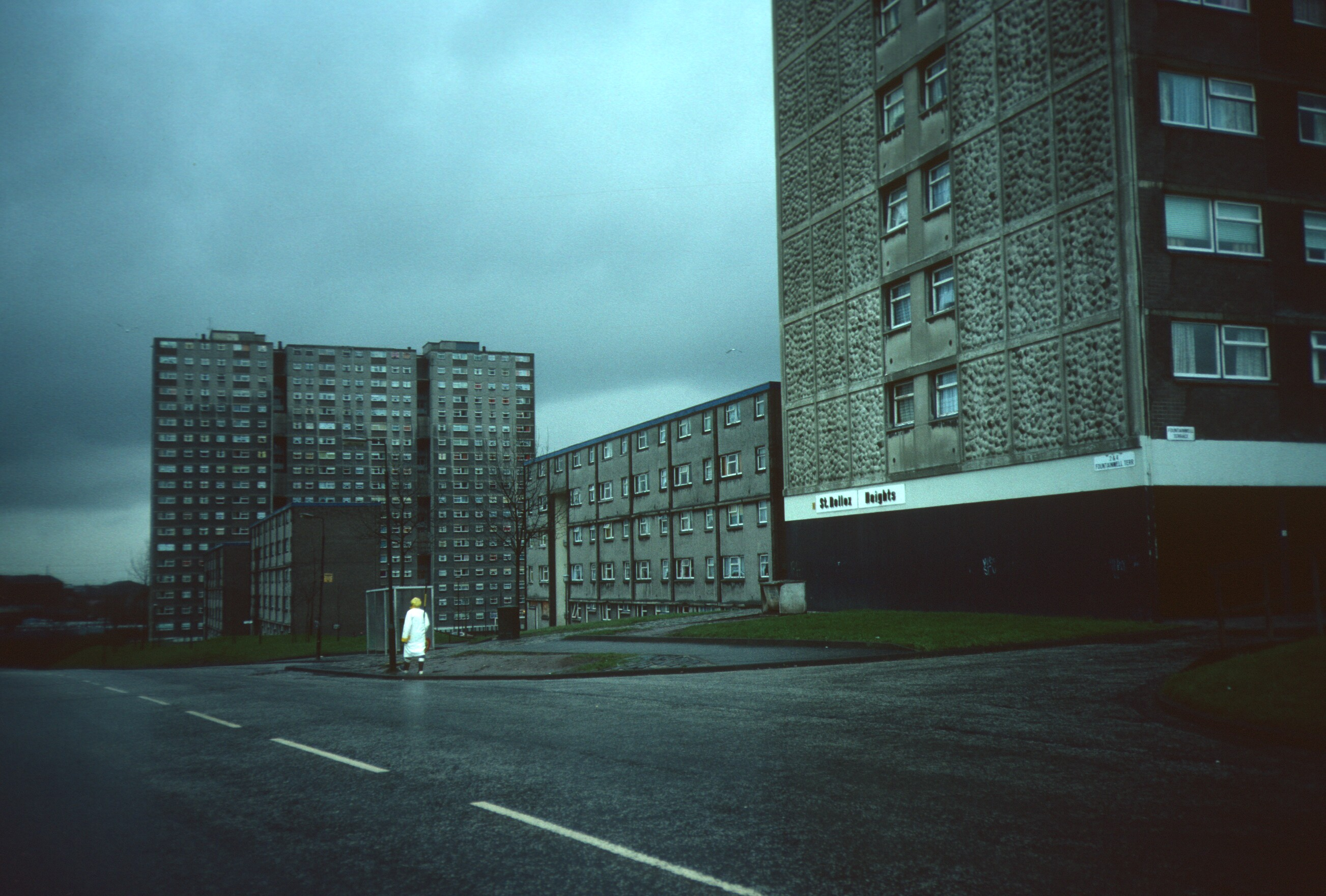
Sídliště Sighthill v Glasgow v roce 1983

Na serveru Literary Hub se věnoval životu dělnické třídy na konci 70. let a v letech 80., přičemž zmínil, že sám vyrůstal v domácnosti bez knih a obklopen chudobou. Šlo o dobu, kdy hospodářská politika thatcherovské éry „zdecimovala pracující lidi“, přesunula průmysl ze západního pobřeží Skotska a zanechala po sobě masovou nezaměstnanost, alkoholismus a závislost na drogách.
Bakalářské studium absolvoval na Scottish College of Textiles (nyní Heriot-Watt University) a magisterský titul získal na Royal College of Art v Londýně. Stuart nemá žádné formální literární vzdělání a vzpomíná, že ačkoli chtěl na vysoké škole studovat anglickou literaturu, od výběru tohoto zaměření ho odradil učitel, který mu řekl, že by „nevyhovoval někomu z jeho prostředí“, což vedlo k tomu, že se Stuart rozhodl pro textilní obor.

## Kariéra
Stuart se ve svých 24 letech přestěhoval do New Yorku, aby zde zahájil kariéru módního designéra. Více než 20 let pracoval pro značky jako Calvin Klein, Ralph Laurena, Banana Republic a Jack Spade. Stuart začal svůj první román psát v ústraní v době, kdy se vyrovnával s dvanáctihodinovými směnami coby kreativní šéf v Banana Republic.
Před vydáním prvního románu se jeho texty objevovaly v časopisech The New Yorker a Literary Hub.
Stuartův první román Shuggie Bain získal Bookerovu cenu za rok 2020. Stuart se přitom stal teprve druhým skotským autorem, který tuto cenu v její 51 let dlouhé historii získal. Před ním ji v roce 1994 obdržel James Kelman za knihu How Late It Was, How Late, kterou Stuart označuje za zásadní, neboť šlo o jeden z prvních momentů, "kdy viděl své krajany a svůj dialekt na stránkách knihy“. Stuart o této knize poznamenal: „Když James v polovině 90. let vyhrál, hlasy Skotů byly vnímány jako rušivé a nesplňující normy.“

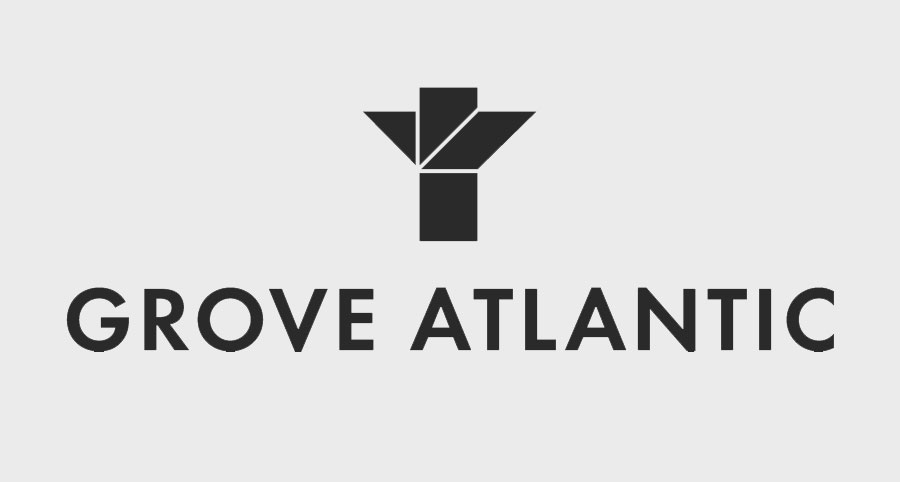
Logo nakladatelství Grove Atlantic

Když však Stuart román Shuggie Bain dokončil, reakce vydavatelů nebyly příliš optimistické. Knihu odmítlo 32 amerických nakladatelství a další tucet ve Velké Británii, než byla nakonec přijata americkým nezávislým nakladatelstvím Grove Atlantic, které ji 11. února 2020 vydalo v pevné vazbě. Shuggie Bain později vyšel také ve Velké Británii, a to v nakladatelství Pan Macmillan pod imprintem Picador. Jen do dubna 2022 se románu Shuggie Bain prodalo celosvětově více než 1,5 milionu výtisků.
Román se po svém vydání setkal s příznivými recenzemi, mimo jiné v The Observer, The New York Times, The Scotsman, The Times Literary Supplement, The Hindu, i jinde. Kniha si získala uznání za autentické zobrazení postindustriálního dělnického Glasgow v 80. a na začátku 90. let a také za zachycení „jízlivého, nezdolného hlasu Glasgow ve všech jeho rozmanitých odstínech vtipu, hněvu i naděje“. Na slavnostním předávání Bookerovy ceny předsedkyně poroty Margaret Busby poznamenala, že kniha je předurčena stát se klasikou, a dílo popsala jako „dojemný, pohlcující a nuancovaný portrét propleteného sociálního světa, jeho lidí a hodnot“.

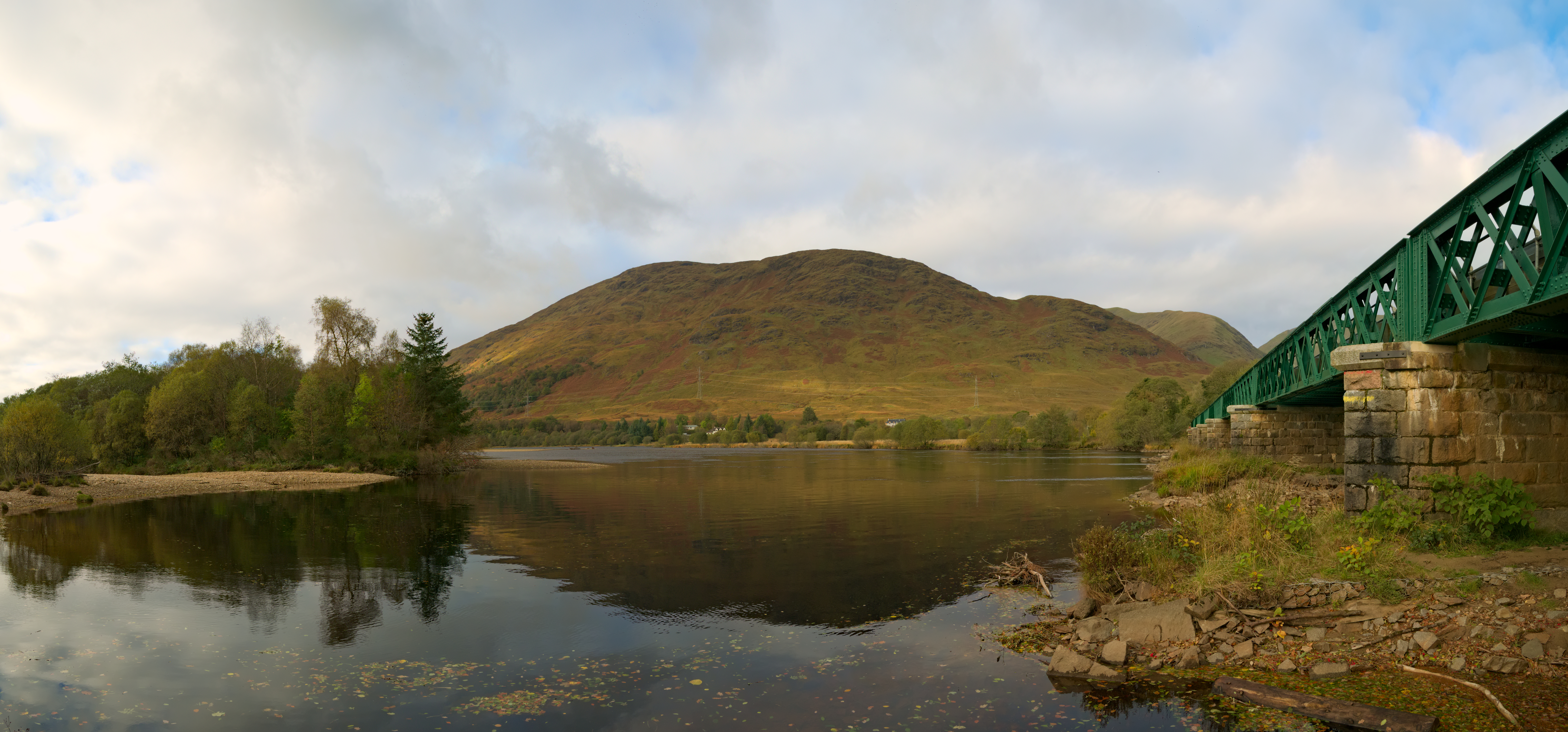
Skotské jezero Loch Awe, na jehož jméno odkazoval pracovní název románu Mladej Mungo

V listopadu 2020 Stuart oznámil, že dokončil svůj druhý román s pracovním názvem Loch Awe, zasazený rovněž do Glasgow poloviny 90. let. Kniha je milostným příběhem mezi dvěma mladými muži, odehrávajícím se na pozadí postindustriálního Glasgow s jeho gangy a rozbroji napříč náboženskými hranicemi. Podle autorových slov je to kniha o „toxické maskulinitě“ a o násilí, které může pramenit z tlaku na chlapce z dělnické třídy, aby se „chovali mužně“. Román byl vydán pod názvem Young Mungo (česky Mladej Mungo)  5. dubna 2022 nakladatelstvím Grove Atlantic pod imprintem Grove Press a 14. dubna 2022 nakladatelstvím Pan Macmillan pod imprintem Picador. Ještě před vydáním byl v Oprah Daily představen jako „krásný román o rodinné lásce a nebezpečích odlišnosti v násilném, hypermaskulinním světě“. Magazín Kirkus Reviews o něm napsal: „Romantický, děsivý, brutální, něžný a nakonec i nadějný. Jaký to spisovatel.“
V roce 2021 získal Douglas Stuart čestný doktorát na Heriot-Watt University.
V listopadu 2022 bylo oznámeno, že Shuggie Bain bude adaptován jako televizní dramatická série, pro kterou bude svůj román adaptovat sám Stuart. Natáčení bude probíhat ve Skotsku. Sérii uvede BBC One a streamovací platforma BBC iPlayer.
Stuartovi se věnuje profilový dokument s názvem Douglas Stuart: Love, Hope and Grit (Douglas Stuart: Láska, naděje a odhodlání), který byl premiérově odvysílán v listopadu 2022 v televizním dokumentárním seriálu Imagine Alana Yentoba na BBC One.
V červnu 2025 Douglas Stuart oznámil, že v květnu roku 2026 vyjde jeho další, v pořadí třetí, román.

## Osobní život
Stuart má dvojí občanství - britské a americké. Žije v East Village na Manhattanu se svým manželem Michaelem Carym, kurátorem umění v Gagosian Gallery.

## Překlady do češtiny
Stuartův románový debut přeložila do češtiny Lenka Sobotová, v nakladatelství Paseka vyšel pod originálním názvem Shuggie Bain v listopadu 2022. Druhý Stuartův román Young Mungo přeložila Ester Žantovská, pod názvem Mladej Mungo vyšel opět v Pasece v dubnu 2025.

### Romány
- Shuggie Bain (New York: Grove Press 2020)

česky: Shuggie Bain (Praha: Paseka 2022)
- Young Mungo (New York: Grove Press 2022)

česky: Mladej Mungo (Praha: Paseka 2025)

### Krátká beletrie
- Found Wanting (publikováno v časopise The New Yorker 13. ledna 2020) Dostupné online.

- The Englishman (publikováno v časopise The New Yorker 14. září 2020) Dostupné online.